# Arborescentie

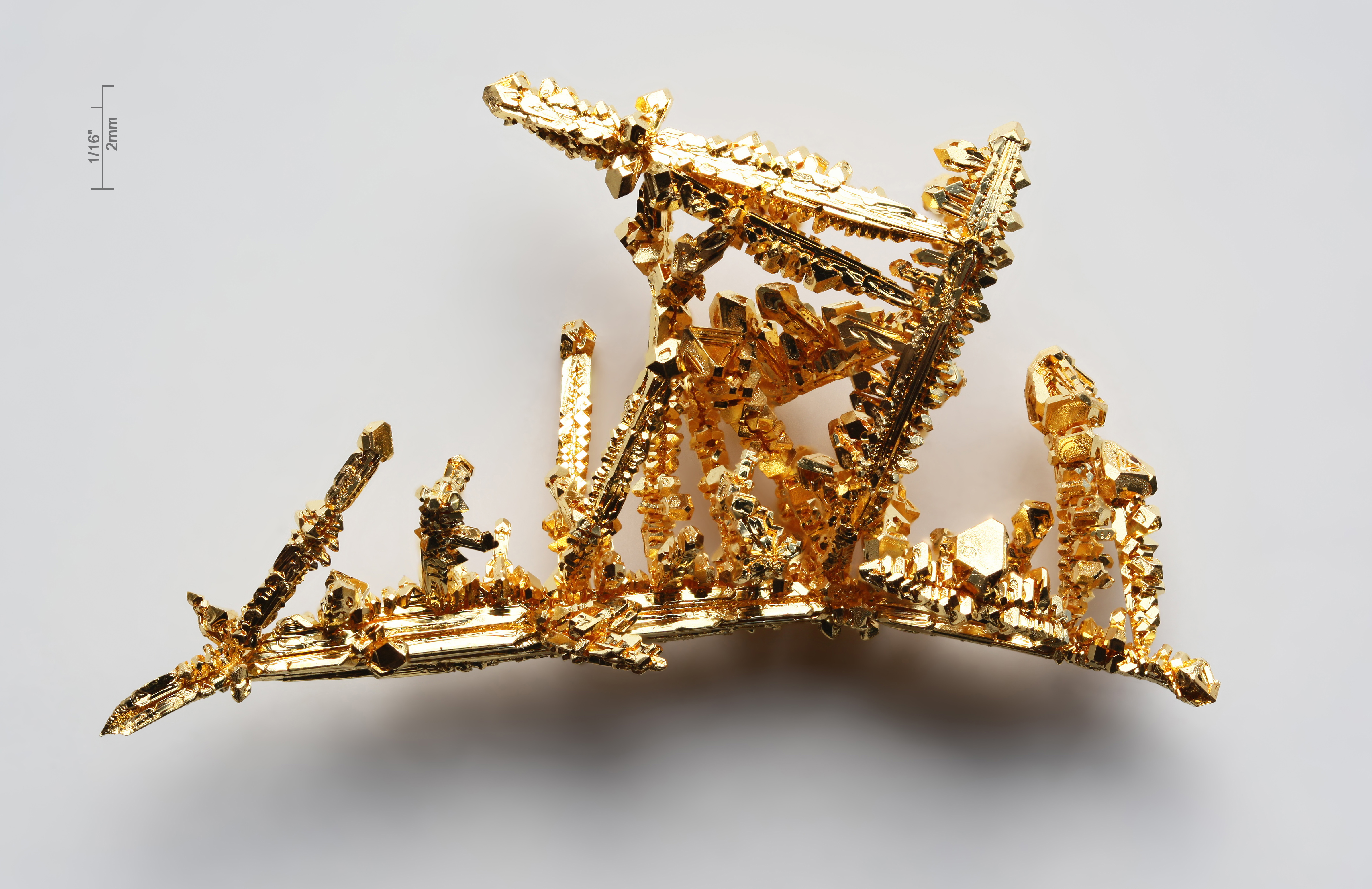
Arborescente groei van goudkristallen

Arborescentie, uit het Latijn: arborescens, een boom wordend, verwijst naar afzettingen van kristallen in de vorm van boom- of struikvormig vertakte structuren. Wanneer men in een oplossing van een loodverbinding een zinkstaaf plaatst, zet zich daarop lood als een vertakte kristalmassa af, een zogenaamde loodboom. Het verschijnsel van arborescentie is ook duidelijk waarneembaar bij ijsafzetting op vochtige voorwerpen die tot beneden het vriespunt zijn afgekoeld, zoals ijsbloemen op ruiten. Een chemische tuin is ook een voorbeeld van arborescentie.
Hetzelfde verschijnsel wordt in de kristallografie en de geologie een dendriet genoemd.